# Copa Intercontinental 1965
La Copa Intercontinental 1965 fue la sexta edición de la competición. En esta copa se enfrentaron el Internazionale, ganador de la Copa de Campeones de Europa 1964-65, e Independiente, ganador de la Copa Libertadores 1965.

## Clubes clasificados
| UEFA (Europa)         |  | Internazionale |  | Campeón de la Copa de Campeones de Europa (1964-65) |
| Conmebol (Sudamérica) |  | Independiente  |  | Campeón de la Copa Libertadores de América (1965)   |

## Sedes
| Milán                          | Avellaneda                     |
| ------------------------------ | ------------------------------ |
| San Siro                       | Estadio de la Doble Visera     |
| Capacidad: 60 000 espectadores | Capacidad: 57 098 espectadores |
|                                |                                |

## Resultados

### Partido de ida
| 8 de septiembre de 1965 | Internazionale              | 3:0 (2:0) | Independiente | Estadio San Siro, Milán, Italia                                         |                                                                         |
|                         | Peiró 3' · Mazzola 22', 59' |           |               | Asistencia: 60 000 espectadores Árbitro(s): Rudolf Kreitlein (Alemania) | Asistencia: 60 000 espectadores Árbitro(s): Rudolf Kreitlein (Alemania) |

| 1          | POR        | Giuliano Sarti     |  |
| 2          | DEF        | Tarcisio Burgnich  |  |
| 3          | DEF        | Giacinto Facchetti |  |
| 4          | DEF        | Gianfranco Bedin   |  |
| 5          | DEF        | Aristide Guarneri  |  |
| 6          | MED        | Armando Picchi     |  |
| 7          | MED        | Jair da Costa      |  |
| 8          | MED        | Sandro Mazzola     |  |
| 9          | DEL        | Joaquín Peiró      |  |
| 10         | DEL        | Luis Suárez        |  |
| 11         | DEL        | Mario Corso        |  |
| Entrenador | Entrenador | Helenio Herrera    |  |

| 1          | POR        | Miguel Ángel Santoro |  |
| 2          | DEF        | Rubén Navarro        |  |
| 3          | DEF        | Ricardo Pavoni       |  |
| 4          | DEF        | David Acevedo        |  |
| 5          | DEF        | Juan Carlos Guzmán   |  |
| 6          | MED        | Roberto Ferreiro     |  |
| 7          | MED        | Raúl Bernao          |  |
| 8          | MED        | Vicente de la Mata   |  |
| 9          | DEL        | Roque Avallay        |  |
| 10         | DEL        | Mario Rodríguez      |  |
| 11         | DEL        | Raúl Armando         |  |
| Entrenador | Entrenador | Manuel Giúdice       |  |

| Anotado | 3'  | Joaquín Peiró  | 1:0 |
| Anotado | 22' | Sandro Mazzola | 2:0 |
| Anotado | 59' | Sandro Mazzola | 3:0 |

| Árbitro | Rudolf Kreitlein |

| 1          | POR        | Giuliano Sarti     |  |
| 2          | DEF        | Tarcisio Burgnich  |  |
| 3          | DEF        | Giacinto Facchetti |  |
| 4          | DEF        | Gianfranco Bedin   |  |
| 5          | DEF        | Aristide Guarneri  |  |
| 6          | MED        | Armando Picchi     |  |
| 7          | MED        | Jair da Costa      |  |
| 8          | MED        | Sandro Mazzola     |  |
| 9          | DEL        | Joaquín Peiró      |  |
| 10         | DEL        | Luis Suárez        |  |
| 11         | DEL        | Mario Corso        |  |
| Entrenador | Entrenador | Helenio Herrera    |  |

| 1          | POR        | Miguel Ángel Santoro |  |
| 2          | DEF        | Rubén Navarro        |  |
| 3          | DEF        | Ricardo Pavoni       |  |
| 4          | DEF        | David Acevedo        |  |
| 5          | DEF        | Juan Carlos Guzmán   |  |
| 6          | MED        | Roberto Ferreiro     |  |
| 7          | MED        | Raúl Bernao          |  |
| 8          | MED        | Vicente de la Mata   |  |
| 9          | DEL        | Roque Avallay        |  |
| 10         | DEL        | Mario Rodríguez      |  |
| 11         | DEL        | Raúl Armando         |  |
| Entrenador | Entrenador | Manuel Giúdice       |  |

| Anotado | 3'  | Joaquín Peiró  | 1:0 |
| Anotado | 22' | Sandro Mazzola | 2:0 |
| Anotado | 59' | Sandro Mazzola | 3:0 |

| Árbitro | Rudolf Kreitlein |

### Partido de vuelta
| 15 de septiembre de 1965 | Independiente | 0:0 | Internazionale | Estadio La Doble Visera, Avellaneda, Argentina                     |  |
|                          |               |     |                | Asistencia: 55 185 espectadores Árbitro(s): Arturo Yamasaki (Perú) |  |

| 1          | POR        | Miguel Ángel Santoro |  |
| 2          | DEF        | Rubén Navarro        |  |
| 3          | DEF        | Ricardo Pavoni       |  |
| 4          | DEF        | Roberto Ferreiro     |  |
| 5          | DEF        | Tomás Barrios        |  |
| 6          | MED        | Juan Carlos Guzmán   |  |
| 7          | MED        | Raúl Bernao          |  |
| 8          | MED        | Osvaldo Mura         |  |
| 9          | DEL        | Roque Avallay        |  |
| 10         | DEL        | Miguel Mori          |  |
| 11         | DEL        | Raúl Savoy           |  |
| Entrenador | Entrenador | Manuel Giúdice       |  |

| 1          | POR        | Giuliano Sarti     |  |
| 2          | DEF        | Tarcisio Burgnich  |  |
| 3          | DEF        | Giacinto Facchetti |  |
| 4          | DEF        | Gianfranco Bedin   |  |
| 5          | DEF        | Aristide Guarneri  |  |
| 6          | MED        | Armando Picchi     |  |
| 7          | MED        | Jair da Costa      |  |
| 8          | MED        | Sandro Mazzola     |  |
| 9          | DEL        | Joaquín Peiró      |  |
| 10         | DEL        | Luis Suárez        |  |
| 11         | DEL        | Mario Corso        |  |
| Entrenador | Entrenador | Helenio Herrera    |  |

| Árbitro | Arturo Yamasaki |

| 1          | POR        | Miguel Ángel Santoro |  |
| 2          | DEF        | Rubén Navarro        |  |
| 3          | DEF        | Ricardo Pavoni       |  |
| 4          | DEF        | Roberto Ferreiro     |  |
| 5          | DEF        | Tomás Barrios        |  |
| 6          | MED        | Juan Carlos Guzmán   |  |
| 7          | MED        | Raúl Bernao          |  |
| 8          | MED        | Osvaldo Mura         |  |
| 9          | DEL        | Roque Avallay        |  |
| 10         | DEL        | Miguel Mori          |  |
| 11         | DEL        | Raúl Savoy           |  |
| Entrenador | Entrenador | Manuel Giúdice       |  |

| 1          | POR        | Giuliano Sarti     |  |
| 2          | DEF        | Tarcisio Burgnich  |  |
| 3          | DEF        | Giacinto Facchetti |  |
| 4          | DEF        | Gianfranco Bedin   |  |
| 5          | DEF        | Aristide Guarneri  |  |
| 6          | MED        | Armando Picchi     |  |
| 7          | MED        | Jair da Costa      |  |
| 8          | MED        | Sandro Mazzola     |  |
| 9          | DEL        | Joaquín Peiró      |  |
| 10         | DEL        | Luis Suárez        |  |
| 11         | DEL        | Mario Corso        |  |
| Entrenador | Entrenador | Helenio Herrera    |  |

| Árbitro | Arturo Yamasaki |

|                        |
| Bandera de Italia      |
| Campeón Internazionale |
| 2.do título            |